# Gérard Vergnaud
Gérard Vergnaud (Doué-la-Fontaine, 8 de febrero de 1933 - París, 6 de junio de 2021) fue un psicólogo cognitivo y profesor francés, fundador de la didáctica de la matemática.
En 1990 creó la Teoría de los Campos Conceptuales. Es uno de los psicólogos cognitivos más renombrados del mundo, tanto por sus contribuciones a la psicología cognitiva como a la educación, a la didáctica de las ciencias, a la didáctica de la formación y del trabajo, específicamente conocida como didáctica profesional, y a la noción de competencia.

## Biografía
Gérard Vergnaud nació el 8 de febrero de 1933 en Doué-la-Fontaine, Francia. Fue investigador emérito del Centro Nacional para la Investigación Científica de Francia (CNRS), donde ha cumplido diversos roles como director, integrante del Consejo de Administración y del Consejo Científico del CNRS. Ha sido uno de los fundadores de la Didáctica de la matemática en Francia y de la Didáctica Profesional.
Su sitio personal, con las principales obras seleccionadas por él se encuentra en https://www.gerard-vergnaud.org.
Es discípulo de Jean Piaget, quien dirigió su tesis doctoral La réponse instrumentale comme solution du problème: contribution. Fue doctor honoris causa de la Universidad de Ginebra desde 1995 y miembro de la Academia de Ciencias Psicológicas de Rusia desde 1996. Fue doctor honoris causa por la Universidad Nacional del Centro de la Provincia de Buenos Aires, Argentina desde 2011.
Entre 1987 y 1995 dirigió el grupo de investigación “Didáctica y adquisición de conocimiento científico”, que ha jugado un papel importante en la conformación de una comunidad de investigadores interesados por la educación y la formación. Su obra científica influyó y continúa influyendo a investigadores de todo el mundo.  Es mundialmente reconocido por sus trabajos sobre al acceso a los números y a las operaciones aritméticas de los niños, por su concepción del sistema cognitivo, ya que ha propuesto una teoría operatoria de la representación. Esto explica que haya sido pionero y fundador de la didáctica de las disciplinas en Francia, específicamente de la Didáctica de las Matemáticas, pero también él ha sido el inspirador de la Didáctica Profesional.
Ha publicado en alemán, inglés, chino, español, francés, italiano, polaco, portugués y ruso. Es destacable el atractivo que ha ejercido y ejerce, sobre varias generaciones de investigadores, lo cual se puede mensurar en el hecho de que ha dirigido 85 tesis de doctorado, formando investigadores de diversos continentes. Sus expresiones “la pensée est oportuniste” (el pensamiento es oportunista), “la pensée fait feu de tout bois” (el pensamiento enciende fuego con cualquier madera) se aplican a él mismo, quien ha incorporado en su teoría ideas de dos psicólogos que suelen ser presentados habitualmente como opuestos: Jean Piaget, quien lo introdujo en el mundo de la investigación, y Lev Vygotski (1896-1934), siendo Vergnaud uno de los primeros pensadores franceses en reconocer la relevancia de la obra de Vygotski.
Una de sus principales contribuciones fue la Teoría de los Campos Conceptuales, que ofrece un marco apropiado para el estudio del desarrollo cognitivo y del aprendizaje de materias complejas, como las ciencias y las técnicas, teniendo en cuenta los contenidos propios de estos conocimientos y el análisis conceptual de su dominio. Consideraba que los matemáticos son profesionales y conocen la ciencia en sí, pero con frecuencia desconocen los procesos de aprendizaje.
Gérard Vergnaud se graduó en HEC Paris en 1956 y en la Universidad de Ginebra en 1968.

## Teoría de los campos conceptuales
La teoría de los campos conceptuales proporciona un marco coherente para comprender el proceso de conceptualización, porque sienta las bases para el estudio del desarrollo y del aprendizaje de competencias complejas, especialmente las que se refieren a las ciencias y las técnicas.

### Situación y esquema[10]
El concepto de esquema y el de situación son claves en la teoría de los campos conceptuales, debido a que son los esquemas quienes se adaptan a las situaciones, y no el sujeto al objeto, como había formulado Piaget. Vergnaud retoma la noción de esquema que proponía Piaget y la amplia, a la vez que se aparta de la idea lógica de este constructo, para centrarse más en su aspecto pragmático. Los esquemas son pragmáticos porque permiten la adaptación y la acción operatoria del sujeto.
Vergnaud propone cuatro definiciones de esquema.
La definición analítica establece que un esquema comprende necesariamente cuatro componentes:
- Una meta (o varias), submetas y anticipaciones.
- Reglas de acción, de toma de información y de control.
- Invariantes operatorios (conceptos en acto y teoremas en acto).
- Posibilidades de inferencia.

#### Invariantes operatorios
Los invariantes operatorios son de dos tipos: Teoremas en Acto y Conceptos en Acto. Ellos permiten detectar y elegir qué información es pertinente para el sujeto y decidir el curso de acción y el control de la acción.
Un concepto en acto es una categoría considerada como pertinente para el sujeto. Los conceptos en acto no son ni verdaderos ni falsos, solo pertinentes o lo contrario.
Los Teoremas en acto tienen la categoría lógica de las proposiciones, es decir, son afirmaciones a las que se puede atribuir un valor de verdad. hay una relación dialéctica entre teoremas y conceptos en acto, pues las proposiciones requieren de categorías pertinentes y las categorías serán útiles o no en la medida que integren afirmaciones que el sujeto considera verdaderas. Un mismo concepto puede formar parte de muchos teoremas, que pueden incluso, ser falsos. Vergnaud afirma que no tiene mucho sentido decir que un alumno comprendió tal o cual concepto, porque para saberlo se requiere precisar qué teoremas en acto fue capaz de utilizar en la acción.
Estas categorías concepto en acto y teorema en acto, no deben confundirse con lo que para la ciencia es un Concepto o un Teorema. Pues en una ciencia, conceptos y teoremas son explícitos, a los efectos de discutir su pertinencia y su verdad. Mientras los invariantes operatorios no son necesariamente explícitos, sino implícitos en la acción. De todo el conocimiento conceptual, solo una pequeña parte es explícita, es lo que Vergnaud (1990) llama la punta del iceberg de la conceptualización. Estos invariantes operatorios (conceptos en acto y teoremas en acto) integran la base conceptual implícita (o explícita) de los esquemas, permiten decidir qué información utilizar en una situación, qué meta alcanzar, así como inferir las reglas de acción más adecuadas para enfrentar dicha situación.

### Conceptos
Vergnaud define al concepto como un triplete de tres conjuntos: C (S, I, Γ).
[S]: Es el conjunto de situaciones que le dan sentido al concepto.
[I]: Es el conjunto de invariantes operatorios (conceptos en acto y teoremas en acto) sobre los cuales reposa la operacionalidad de los esquemas.
[Γ]: conjunto de las formas lingüísticas y no lingüísticas que permiten representar simbólicamente el concepto, sus propiedades, las situaciones y los procedimientos de tratamiento.

## Forma predicativa y Forma operatoria
La forma operatoria del conocimiento es la que permite al sujeto actuar en situación y la forma predicativa, consiste en enunciar las relaciones entre los objetos. Es complejo hacer y también lo es, decir qué se hace (Vergnaud, 2007).
Si bien la enseñanza es irremplazable en el proceso de conceptualización, ésta no puede ser reducida a poner en palabras el contenido conceptual de los conocimientos. La enunciación también es esencial en el proceso de conceptualización, las dificultades que tienen los alumnos en el aprendizaje de la matemática y de la física, ponen de manifiesto tanto la complejidad de las situaciones y de las operaciones de pensamiento necesarias para tratarlas, como los obstáculos que les presentan buena parte de los enunciados y simbolismos matemáticos.

Quizás por esto, algunos investigadores atribuyen las dificultades de las matemáticas al “lenguaje”, pero las matemáticas no son un lenguaje, sino un conocimiento (Vergnaud, 2007: VIII). Este es un asunto que genera controversias y confusiones para algunos profesores, algunos psicólogos, y para ciertos matemáticos. (Otero et. al. 2013).

### Competencia
Con relación a la noción de competencia, Vergnaud (2007, 2012) considera auspicioso que se reconozca la importancia de la actividad en la construcción de conocimiento, pero para él, competencia no es un concepto científico respaldado por un marco teórico: “el concepto de competencia no es un concepto científico él solo; es necesario añadirle el de la actividad y son necesarios conceptos teóricos para analizar la actividad.” (Vergnaud, 2007, p.291). Para Vergnaud, una parte muy importante del conocimiento que poseemos, consiste en competencias, que no pueden ponerse en palabras fácilmente. Ellas permiten responder de una manera relativamente automática y eficiente, en una variedad de situaciones del ámbito social, familiar, escolar, laboral, profesional, etc, él ha propuesto cuatro definiciones de competencia.

#### Definición 1
A es más competente que B, si A sabe hacer cualquier cosa que B no sabe hacer (perspectiva diferencial). Además A es más competente en el tiempo t que en el tiempo t׳ si sabe hacer en t cualquier cosa que no sabía hacer en t׳(perspectiva desarrollista).

#### Definición 2
A es más competente en el tiempo t que en el tiempo t׳ si el obtiene una manera mejor de proceder.

#### Definición 3
A es más competente si dispone de un repertorio de recursos alternativos que le permiten utilizar una vez un procedimiento, otra vez otro, y adaptarse así más adecuadamente a los diferentes casos que se pueden presentar.

#### Definición 4
A es más competente si vacila menos frente a una situación nueva, a una categoría jamás encontrada antes.

"Sus aportes a la noción de competencia, señalan la estrecha relación que existe entre estas y los esquemas de los que el sujeto dispone. El desarrollo y la evaluación de competencias convocan al análisis de la actividad en situación. El concepto de esquema es central para dar cuenta del carácter contingente e invariante de la actividad, de sus aspectos observables como la conducta y de los no observables, como buena parte de los invariantes operatorios.
En consecuencia, las competencias no pueden reducirse a la evaluación. Tampoco la evaluación de las competencias puede restringirse a los resultados, ni a la conducta observable, debe incluir también el análisis de la actividad en situación. Las competencias no pueden circunscribirse a lo que ellas tienen de estable, o de experiencia acumulada, pues deben habilitar para nuevos aprendizajes. " (Otero, 2019, p.100)

## Libros
- PAILHOUS J., VERGNAUD (1989). Adultes en reconversion. París, La Documentation Française. Préface de Hubert Curien.VERGNAUD G., BENHADJ J., DUSSOUET A. (1979). La coordination de l'enseignement des mathématiques entre le cours moyen 2ème année et la classe de 6ème. Recherches Pédagogiques, 102.

- VERGNAUD G. (1981). L'enfant, la mathématique et la réalité, Berne, Peter Lang, seis ediciones. Traducción en español (1991) El Niño las Matemáticas y la Realidad. México, Trillas; en italiano (1994); en ruso (1998); en portugués (2010) A criança, a matematica e a realidade. Curitiba, UFPR.

- VERGNAUD G. (Ed). (1983). Didactique et Acquisition du Concept de Volume. N.º spécial de Recherches en Didactique des Mathématiques, 4.

- VERGNAUD G., BROUSSEAU G., HULIN M. (Eds). (1988). Didactique et Acquisition des Connaissances Scientifiques. Actes du Colloque de Sèvres, Mai 1987, Grenoble, La Pensée Sauvage.

- VERGNAUD G.(Ed) (1991) Les sciences cognitives en débat. Première école d'été du CNRS sur les sciences cognitives. Paris, Editions du CNRS.

- VERGNAUD G. (Ed) (1992) Approches didactiques en formation d'adultes. Education Permanente. 111.

- GINSBOURGER F., MERLE V., VERGNAUD G. (1992) Formation et apprentissage des adultes peu qualifiés. La documentation Française.

- FISCHBEIN E., VERGNAUD G. (1992) Matematica a scuola: theorie ed esperienze. Bologna, Pittagora Editrice Bologna.

- PLAISANCE E., VERGNAUD G. (l993) Les Sciences de l'Education. Paris, Edition La Découverte.

- VERGNAUD G. (Ed) (l994). Apprentissages et Didactiques. Paris, Hachette.

- VERGNAUD G. (1994). Il Bambino la Matematica la Realta. Rome, Armando Editore.

- LAUTREY J., VERGNAUD G. (Eds) (1997). Piaget aujourd'hui. Psychologie Française, 42-1

- VERGNAUD G., BREGEON J. L., DOSSAT L., HUGUET F., MYX A., PEAULT H. (1997) Le Moniteur de Mathématiques. Cycle 3. Paris, Nathan.

- VERGNAUD G. (2000) Lev Vygotski pédagogue et penseur de notre temps. Paris Hachette Education. Traducción en portugués (2004) Lev Vygotski, Pedagogo e Pensador do Nosso Tempo. Porto Alegre;

Geempa.

## Artículos
1. VERGNAUD G. (2013) Pourquoi la théorie des champs conceptuels? Infancia y Aprendizaje 36(2),131-161, Visor, Madrid.
2. Vergnaud G. (2009) The Theory of conceptual Fields. Human Development, 52,2, pp. 83-94.
3. VERGNAUD G. (2009) Le court terme et le long terme de l’apprentissage des mathématiques. Tangente éducation, 11, p. 5.
4. VERGNAUD G. (2008) Learning Community among Practice, Research, and Policy. International Journal of Early Childhood Education, 14, 2, pp. 22-41.
5. VERGNAUD G. (2008) Le malizie della sottrazione. La vita scolastica; 14, pp. 16-17.
6. VERGNAUD G. (2008) De la didactique des disciplines à la didactique professionnelle, il n’y a qu’un pas. Travail et apprentissage, revue de didactique professionnelle. Dijon, 1, pp. 51-57.
7. VERGNAUD G. (2008) Culture et conceptualisation; l’une ne va pas sans l’autre. Carrefours de l’éducation. 26, pp. 83-98.
8. VERGNAUD G. (2006) Note critique sur P. Rabardel & P. Pastre Modèles du sujet pour la conception: dialectiques, activités, développement. Revue Française de pédagogie. INRP, 154, 219-222.
9. PASTRE P., MAYEN P., VERGNAUD G. (2006) La didactique professionnelle: note de synthèse. Revue Française de pédagogie. INRP, 154, 145-198.
10. GOIGOUX R. & VERGNAUD G. (2005) Schèmes professionnels. AiRDF, 36, 1, 7-10.
11. VERGNAUD G. (2004) Un cadre général en guise d’introduction. Les troubles des apprentissages; n.º spécial de La nouvelle revue de l’AIS. 27, 7-13.
12. VERGNAUD G. (2002) Piaget visité par la didactique. Intellectica, 33, 107-123.
13. 13. VERGNAUD G; (2002) Forma operatoria e forma predicativa do conhecimento: O valor da experiencia na formaçao de competencias. Araucarias, 1-2, 69-89.
14. VERGNAUD G. (2001) Psychologie cognitive et éducation: un enjeu scientifique et social. Dialogue, 100/101, 58-64.
15. VERGNAUD G. (2001) EPS interroge un psychologue didacticien (interview). Revue EPS Education physique et sport, 288 mars-avril, 9-13.
16. VERGNAUD G. (2000) Une activité opératoire entre sens commun et analyse scientifique. Cahiers pédagogiques (Les représentations mentales). Numéro hors série, septembre 2000, 24-26.
17. SAMURCAY R; VERGNAUD G. (2000) Que peut apporter l'analyse de l'activité à la formation des enseignants et des formateurs? Carrefours de l'éducation, 10, 48-63.
18. VERGNAUD G. (1999) A quoi sert la didactique? Sciences Humaines (La dynamique des savoirs). Numéro hors série, 24, 48-52.
19. VERGNAUD G. (1999) A comprehensive Theory of Representation for Mathematics Education. Journal of Mathematical Behavior (Numéro spécial sur la représentation), 17, 2, 167-181.
20. VERGNAUD G., GALKINA T., SAMOYLENKO L., (1998) L'Enseignement et l'Apprentissage des Mathématiques dans des contextes culturels et historiques différents. MSH informations, 74, 5-7.
21. VERGNAUD G. (1996) Some of Piaget's fundamental ideas concerning didactics, Prospects, 26-1, 183-194.
22. VERGNAUD G. (1996) Education the best portion of Piaget's heritage. Swiss Journal of Psychology, 55-2/3, 112-118.
23. VERGNAUD G. (1995) La Didactique a-t-elle un sens pour la formation des personnes peu qualifiées et peu motivées? Migrants-formation, 100, 119-131.
24. VERGNAUD G. (1995) Introduction. Performances humaines et techniques (dossier: compétences), 75-76, 7-12.
25. VERGNAUD G. (1995) (en russe). Vers une théorie intégrée de la représentation. Psychologie étrangère, 3, n.º 5, 9-17.
26. VERGNAUD G. (1994) Homomorphismes réel-représentation et signifié-signifiant; exemples en mathématiques. Didaskalia, 5, 29-34.
27. VERGNAUD G. (1993) Signifiants et signifiés dans une approche psychologique de la représentation. Les Sciences de l'Education. Les représentations graphiques dans l'enseignement et la formation. l, 3, pp. 9-16.
28. VERGNAUD G. (1992) Raisonnement et conceptualisation. Le Courrier du CNRS. 79 Numéro spécial sur les sciences cognitives.
29. VERGNAUD G; (1992) Qu'est-ce que la didactique? En quoi peut-elle intéresser la formation des adultes peu qualifiés. in G. Vergnaud. Education Permanente. N.º 111. 19-31.
30. VERGNAUD G. (1991) Pourquoi la psychologie cognitive? La Pensée. N.º 282, 9-l9.
31. VERGNAUD G. (1991) Quelques problèmes d'orientation dans la Recherche. In Actes du Colloque national Fonctionnement cognitif et pratiques de remédiations. Les Cahiers de Beaumont, pp. 56-62.
32. VERGNAUD G. (1991) Langage et Pensée dans l'apprentissage des mathématiques. Revue Française de Pédagogie. N.º 96, 79-86.
33. VERGNAUD G. (1991) (en russe).Psychologie cognitive et apprentissages mathématiques. Relire Vygotski et Piaget Journal de Psychologie, 6, N.º 12, 88-97.
34. VERGNAUD G, WEIL-BARAIS A. (1989) Psychologie et didactique. Bulletin de l'Union des Physiciens., avril, supplément au n.º 713, pp. 13-15.
35. VERGNAUD G (1990). Catégories logiques et invariants. Archives de Psychologie, Hommage à Pierre Gréco, 58, 145-149.
36. LEVAIN J-P., VERGNAUD G. (1995) Proportionnalité simple, proportionnalité multiple. Grand N, 56, 55-67.
37. VERGNAUD G (1990). La théorie des champs conceptuels. Recherches en Didactique des Mathématiques. volume 10.2, 133-170.
38. VERGNAUD G. (1989). La formation des concepts scientifiques. Relire Vygotski et débattre avec lui aujourd'hui. Enfance, 1-2, 111-118.
39. VERGNAUD G. (1988). Questions de représentation et de formulation dans la résolution de problèmes mathématiques. Annales de Didactique et de Sciences Cognitives, IREM de Strasbourg, 1, pp. 33-55.
40. VERGNAUD G. (1988). Concepts et schèmes dans une théorie opératoire de la représentation. in J-P. Codol (Ed). Travaux actuels de psychologie de langue française (traduit en polonais). n.º spécial de Przeglad Psychologiczny, 33. (1) 229-244.
41. ROGALSKI J., VERGNAUD G. (1987). Didactique de l'informatique et acquisitions cognitives en programmation. Psychologie Française, 32, pp. 267-273.
42. VERGNAUD G (1988). L'élève face à la tâche: problèmes à résoudre, difficultés à surmonter. (Numéro hors série). European Journal of Psychology of Education, 15-21.
43. RICCO G., VERGNAUD G., ROUCHIER A. (1983). Représentations du volume et arithmétisation - entretiens individuels avec des élèves de 11 à 15 ans. In Vergnaud G. (Ed) Didactique et acquisi tion du concept de volume. Numéro spécial de Recherches en Didac tique des Mathématiques, 4, pp. 27-69.
44. ROUCHIER. A., VERGNAUD G. et al. (1980). Situations et processus didactiques dans l'étude des nombres rationnels positifs. Recherches en Didactique des Mathématiques, 1, pp. 225-275.
45. VERGNAUD G (1988). Questions vives de la psychologie du dévelop¬pement. Bulletin de Psychologie, n.º 390. 450-457.
46. VERGNAUD G. (1987). Réflexions sur les finalités de l'Enseignement des Mathématiques. Gazette des Mathématiciens, 1987, 32, pp. 54-61.
47. VERGNAUD G. (1986). Psychologie du développement cognitif et didactique des mathématiques: un exemple, les structures additives. Grand N, 38, pp. 21-40.
48. VERGNAUD G. (1986). Psicología do desenvolvimento cognitivo e didáctica das matemáticas. Um exemplo: as estruturas aditivas. In Analise Psicológica, 1 (V): pp. 75-90.
49. VERGNAUD G. (1986). Mathématiques et Français, Le Français Aujourd'hui, 74, pp. 47-49.
50. VERGNAUD G. (1986). Editorial du numéro spécial "Psychologie et apprentissage des Mathématiques". European Journal of Psychology of Education. 1, pp. 3-5 (Editeur invité).
51. VERGNAUD G. (1986). Conceptualisation de l'espace et mathémati ques. Technologies, Idéologies, Pratiques, 1, pp. 91-94.
52. VERGNAUD G., RICCO G. (1986). Didáctica y adquisición de conceptos matemáticos. Problemas y Métodos. Revista Argentina de Educación, 4, pp. 67-92.
53. VERGNAUD G. (1985). Concepts et schèmes dans une théorie opératoire de la représentation. Psychologie Française, 30, (Les Représentations), pp. 245-252.
54. VERGNAUD G. (1983). Psychology and didactics of Mathematics in France: an overview. Zentralblatt fur Didaktick der Mathematik, 2, pp. 59-63.
55. VERGNAUD G. (1983). Introduction. In Vergnaud G. (Ed.), Didactique et acquisition du concept de volume. Numéro spécial de Recherches en didactique des mathématiques, 4, pp. 9-25.
56. VERGNAUD G., ROUCHIER A., DESMOULIERES S., LANDRE C., MARTHE P., RICCO G., SAMURCAY R., ROGALSKI J., VIALA A. (1983). Une expérience didactique sur le concept de volume en classe de cinquième (12-13 ans). In Vergnaud G. (Ed.), Didactique et acquisition du concept de volume. Numéro spécial de Recherches en didactique des mathématiques, 4 (1), pp. 71-120.
57. VERGNAUD G. (1982). Cognitive and Developmental Psychology and Research in Mathematics Education: some theoretical and methodological issues. For the learning of Mathematics, 3, 2, pp. 31-41.
58. VERGNAUD G. (1981). Quelques orientations théoriques et méthodo logiques des recherches françaises en didactique des mathématiques. Recherches en didactique des mathématiques, 2, pp. 215-231.
59. VERGNAUD G. (1981). Jean Piaget, quels enseignements pour la didactique? Revue Française de Pédagogie, 57, pp. 7-14.
60. VERGNAUD G. (1979). The acquisition of arithmetical concepts. Educational studies in Mathematics, 10, pp. 263-274.
61. VERGNAUD G., HALBWACHS F., ROUCHIER A. (1978). Structure de la matière enseignée, histoire des sciences et développement concep tuel chez l'élève. In Didactique des Sciences et Psychologie, Revue Française de Pédagogie, 45, pp. 7-15.
62. VERGNAUD G., RICCO G., ROUCHIER A., MARTHE P., METREGISTE R. (1978). Quelles connaissances les enfants de sixième ont-ils des structures multiplicatives élémentaires? Bulletin de l'Associa tion des Professeurs de Mathématiques, 313, pp. 331-357.
63. VERGNAUD G. (1977). Activité et connaissance opératoire, Bulletin de l'Association des Professeurs de Mathématiques, 307, pp. 52-65.
64. VERGNAUD G. (1976-1977). Invariants quantitatifs, qualitatifs et relationnels, Bulletin de Psychologie, 327, pp. 387-389.
65. VERGNAUD G. (1976). Different level homorphisms and representa tion, in Psychology of Human Learning and Problem Solving, Psy chodiagnostics, Bratislava, pp. 320-325.
66. VERGNAUD G. (1974-1975). Calcul relationnel et représentation calculable. Bulletin de Psychologie, 28, pp. 378-387.
67. VERGNAUD G. (1972). De la réponse commune à l'algèbre de Boole, L'Année Psychologique, 72, pp. 379-390.
68. VERGNAUD G., RICCO G. (1976-1977). Psychogenèse et programme d'enseignement: différents aspects de la notion de hiérarchie, Bulletin de Psychologie, 330, pp. 877-882.
69. VERGNAUD G., RECOPE M. (2000) De Revault d’Allonnes à une théorie du schème aujourd’hui. Psychologie française (La Société Française de Psychologie a cent ans), 45, 1, 35-50.
70. VERGNAUD G., DURAND C. (1976). Structures additives et complexité psychogénétique. Revue Française de Pédagogie, 36, pp. 28-43.
71. VERGNAUD G., COHEN R. (1968). Sur l'activité combinatoire des enfants de 8 ans, Psychologie Française, 14, pp. 321-332.
72. VERGNAUD G. (1967). La simulation de la pensée, L'Année Psychologique, 67, pp. 135-151.
73. VERGNAUD G. (1966). Utilisation dans l'apprentissage de l'information apportée par les actions et par les événements extérieurs, L'Année Psychologique, 66, pp. 37-55.
74. VERGNAUD G. (1965). Note sur un cas de fausse conservation, Psychologie Française, 11, pp. 277-279.
75. VERGNAUD G. (1964). Essai de classification des situations d'apprentissage, Bulletin du C.E.R.P., 13, pp. 145-155.